# 富山县旗
富山县旗（日语：／ IToyama ken ki）是日本的47面日本都道府县旗之一。该条目是对富山县旗以及富山县章的解说。

## 概要
1957年，县章临时制定并对设计进行了局部修改，1988年12月27日正式制定现在的县旗县章。有关县旗并没有明确的规定，白色为底色在中央盖上绿色的县章是现在惯例所使用的。
山的中央是平假名“と”的形变，空白部分象征富山还有无限跃进的可能。1957年制定时内部是圆形的，1988年改订时变成了现在的锐角状。